# Bat tailandés

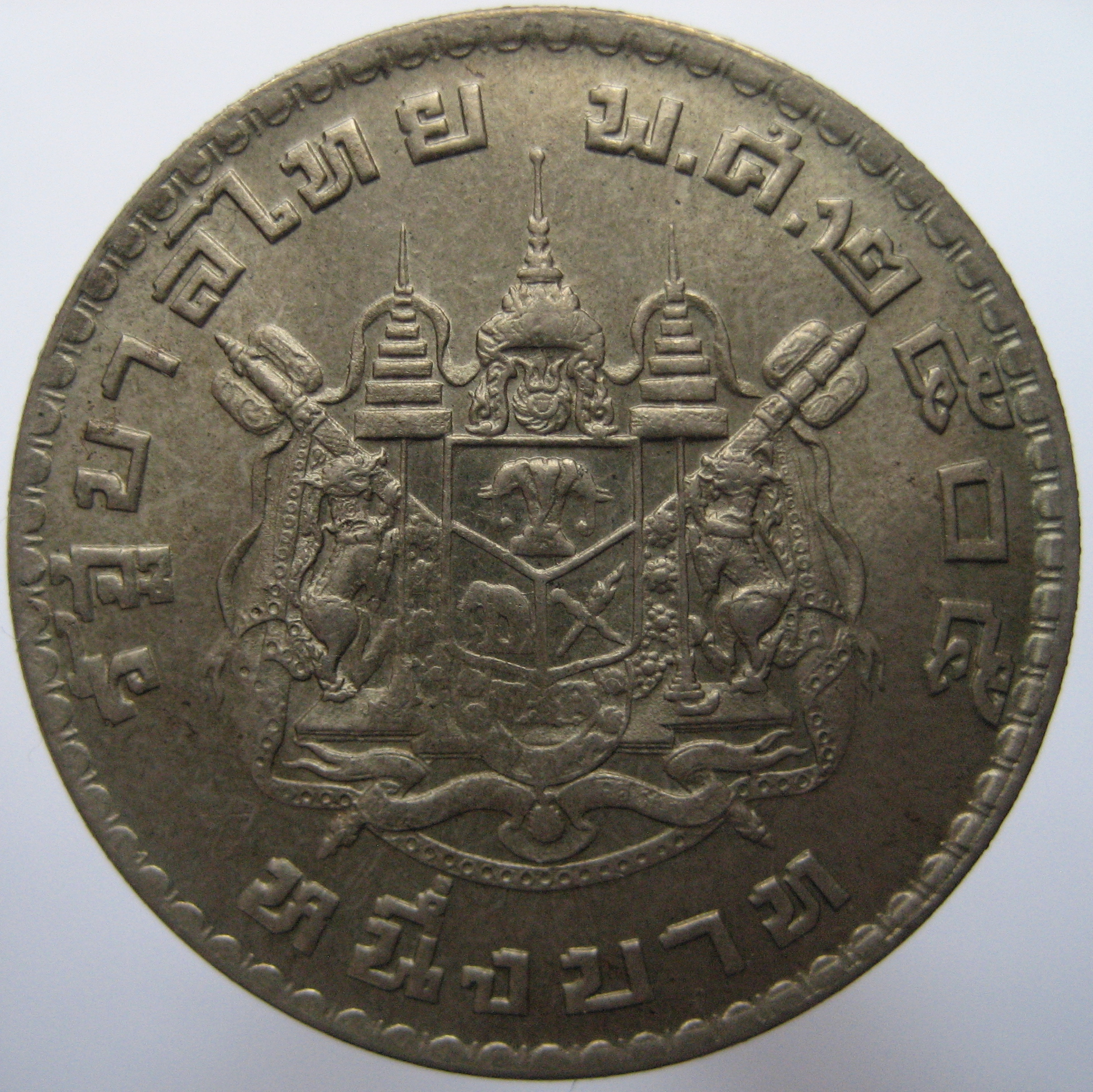
El baht

El bat (tailandés: บาท, símbolo: ฿, código ISO 4217: THB) es la moneda oficial de Tailandia. Se divide en 100 satang (สตางค์). La emisión de monedas y billetes es responsabilidad del Banco de Tailandia.

## Historia
Al principio la moneda era conocida como tical, de hecho, hasta 1925 era la palabra que aparecía en los textos ingleses de los billetes. Sin embargo el nombre «bat» se estableció como la forma tailandesa ya en el siglo XIX. Tanto el tical como el bat eran unidades de peso y las monedas se acuñaban en oro y plata recibiendo su denominación en base al peso en baht y sus fracciones y múltiplos.
Hasta 1897 el baht se dividía en 8 fuan (เฟือง), y éste a su vez en 8 at (อัฐ).
El sistema decimal ideado por el príncipe Jayanta Mongkol, en el que 1 bat equivalía a 100 satán, fue introducido por el rey Rama V en 1897. Sin embargo las monedas denominadas en las antiguas unidades siguieron acuñándose hasta 1910. Un resto del sistema predecimal es por ejemplo la moneda de 25 satang (¼ baht), que aún se la llama coloquialmente salueng o salung.
Hasta el 27 de noviembre de 1902, el tical se fijó a un sistema basado en la plata pura, valiendo 15 gramos de plata. Esto causó que el valor de la moneda variase relativamente respecto a otras monedas con base en el oro. En 1857 los valores de ciertas monedas extranjeras de plata se fijaron por ley, equivaliendo el baht a 0,60 dólares del Estrecho, o 5 baht = 7 rupias indias. Antes de 1880 la tasa de cambio se fijó en 8 baht por libra esterlina cayendo a los 10 baht durante la década de 1880.
En 1902, el gobierno empezó a incrementar el valor del baht siguiendo todos los aumentos del valor de la plata frente al oro pero sin reducirlo cuando el precio de la plata bajaba. Comenzando en 21,75 THB por libra, el valor de la moneda siguió creciendo hasta que en 1908 se estableció una tasa de cambio fija de 13 THB por libra. En 1919 se revisó a 12 baht y después, tras un periodo de inestabilidad, en 1923 se fijó a 11 baht. Durante la Segunda Guerra Mundial el baht fijó su valor al yen japonés.
Desde 1956 hasta 1973, el baht se fijó al dólar estadounidense con una tasa de cambio de 20,80 THB por dólar, y 20 THB hasta 1978. Una mejora de la economía estadounidense hizo que Tailandia tuviera que volver a fijar su moneda a 25 THB por dólar desde 1984 hasta el 2 de julio de 1997, cuando el país se vio sacudido por la crisis financiera asiática.
El baht fluctuó y redujo su valor a la mitad, alcanzando su tasa más baja de 56 THB por dólar en enero de 1998. Desde entonces la tasa ha estado creciendo hasta los 34 THB por dólar.

## Monedas
Antes de 1860, Tailandia no producía monedas empleando métodos modernos. En su lugar se utilizaban unas barras de metal, más gruesas en la parte central, dobladas formando un círculo en el que se marcaban signos de identificación. Las denominaciones emitidas fueron de 1/128, 1/64, 1/32, 1/16, ⅛, ½, 1, 1½, 2, 2½, 4, 4½, 8, 10, 20, 40 y 80 baht de plata y 1/32, 1/16, ⅛, ½, 1, 1½, 2 y 4 baht de oro. Entre 1858 y 1860 las monedas de intercambio extranjeras también fueron selladas para su uso en Tailandia.
En 1860, se introdujeron las primeras monedas de estilo moderno. Estas fueron de plata en denominaciones de 1 sik, 1 fuang 1 y 4 salung, 1, 2 y 4 baht. La moneda de 1 baht tenía 15,244 g de plata y las demás denominaciones tenían un peso relativo. En 1862 se añadieron monedas de estaño de 1 solot y 1 att, en 1863 monedas de oro de 2½, 4 y 8 baht, y en 1865 2 y 4 att de cobre. El cobre sustituyó al estaño en 1874 en las monedas de 1 solot y 1 att, y lo mismo ocurrió en 1876 con las monedas de 4 att. Las últimas monedas de oro se acuñaron en 1895.
En 1897 se introdujeron las primeras monedas denominadas en satang, de 2½, 5, 10 y 20 satang en cuproníquel. Sin embargo las monedas de 1 solot, 1 y 2 att se siguieron acuñando hasta 1905, y las de 1 fuang hasta 1910. En 1908 se introdujeron monedas de 1 satang con agujero de bronce, 5 y 10 satang de níquel. Las monedas de 1 y 2 salung se sustituyeron por monedas de 25 y 50 satang en 1915. En 1937 se añadió una moneda de ½ satang de bronce con agujero.
En 1941 se introdujo una serie de monedas de plata de 5, 10 y 20 satang debido a la escasez del níquel causada por la II Guerra Mundial. Al año siguiente, se introdujeron monedas de estaño de 1, 5 y 10 satang, seguidas de 20 satang en 1945, 25 y 50 satang en 1946. En 1950 se introdujeron monedas de bronce-aluminio de 5, 10, 25 y 50 satang, mientras que en 1957 las monedas de 5 y 10 satang se acuñaron en bronce, a la vez que las monedas de 1 baht se acuñaron en una aleación de cobre, níquel, plata y zinc. Muchas monedas se siguieron acuñando con la misma fecha, como las de 1 satang de 1942, 5 y 10 satang de 1950 de estaño que se acuñaron hasta 1973, las de 25 satang de estaño de 1946 que se acuñaron hasta 1964, las de 50 satang de estaño hasta 1957 y las de 5, 10, 25 y 50 satang de bronce-aluminio de 1957 acuñadas hasta los años 70. En 1962 se introdujo una moneda de 1 baht de cuproníquel que se acuñó sin fecha hasta 1982.
En 1972 se introdujeron monedas de 5 baht, junto a otra emisión de cobre recubierto de cuproníquel en 1977. Entre 1986 y 1988 se introdujo un nuevo cono monetario compuesto por monedas de 1, 5 y 10 satang de aluminio, 25 y 50 satang de bronce-aluminio, 1 baht de cuproníquel, 5 baht de cobre recubierto de cuproníquel y 10 baht bimetálicas. En 2005 se introdujo una moneda de 2 baht de acero recubierto de cuproníquel.
En 2008 el Ministerio de Finanzas y la Royal Thai Mint anunciaron las nuevas series de 2009, que incluían cambios en los materiales para reducir los costes de producción así como la actualización del retrato del rey Rama IX. La moneda de 2 baht que era parecida en tamaño y color a la de 1 baht, cambió su aleación a la de bronce-aluminio.

### Series 1987
| Denominación | Metal  | Metal    | Forma    | Diámetro (mm) | Peso (g) | Canto | Anverso                          | Reverso                                                                   |
| Denominación | Anillo | Centro   | Forma    | Diámetro (mm) | Peso (g) | Canto | Anverso                          | Reverso                                                                   |
| ------------ | ------ | -------- | -------- | ------------- | -------- | ----- | -------------------------------- | ------------------------------------------------------------------------- |
| 1 Satang     | Al     | Al       | Circular | 15,00         | 0,50     | Liso  | Rama IX - ภูมิพลอดุลยเดช - รัชกาลที่ ๘ | ๑ สตางค์ 1 - Templo de Haripunchai - ประเทศไทย - año de acuñación          |
| 5 Satang     | Al     | Al       | Circular | 16,50         | 0,60     | Liso  | Rama IX - ภูมิพลอดุลยเดช - รัชกาลที่ ๘ | ๕ สตางค์ 5 - Templo de Phra Patom - ประเทศไทย - año de acuñación           |
| 10 Satang    | Al     | Al       | Circular | 17,50         | 0,80     | Liso  | Rama IX - ภูมิพลอดุลยเดช - รัชกาลที่ ๘ | ๑๐ สตางค์ 10 - Templo de Phrathat Chungchum - ประเทศไทย - año de acuñación |
| 25 Satang    | Cu+Ni  | Cu+Ni    | Circular |               |          |       | Rama IX - ภูมิพลอดุลยเดช - รัชกาลที่ ๘ | ๒๕ สตางค์ 25 - Templo de Mahathat - ประเทศไทย - año de acuñación           |
| 50 Satang    | Cu+Ni  | Cu+Ni    | Circular |               |          |       | Rama IX - ภูมิพลอดุลยเดช - รัชกาลที่ ๘ | ๕๐ สตางค์ 50 - Templo de Doi Suthep - ประเทศไทย - año de acuñación         |
| 1 Baht       | Cu+Ni  | Cu+Ni    | Circular | 20,00         | 3,40     |       | Rama IX - ภูมิพลอดุลยเดช - รัชกาลที่ ๘ | ๑ บาท 1 - Templo de Wat Phra Kaew - ประเทศไทย - año de acuñación          |
| 2 Baht       | Cu+Ni  | Cu+Ni    | Circular | 21,70         | 4,50     |       | Rama IX - ภูมิพลอดุลยเดช - รัชกาลที่ ๘ | ๒ บาท 2 - Templo de Saket - ประเทศไทย - año de acuñación                  |
| 5 Baht       | Cu+Ni  | Cu+Ni    | Circular | 24,00         | 7,60     |       | Rama IX - ภูมิพลอดุลยเดช - รัชกาลที่ ๘ | ๕ บาท 5 - Templo de Benchamabophit - ประเทศไทย - año de acuñación         |
| 10 Baht      | Cu+Ni  | Cu+Al+Ni | Circular | 26,00         | 8,50     |       | Rama IX - ภูมิพลอดุลยเดช - รัชกาลที่ ๘ | ๑๐ บาท 10 - Templo de Arun - ประเทศไทย - año de acuñación                 |

### Series 2009
| Imagen | Denominación | Metal    | Metal    | Forma    | Diámetro (mm) | Peso (g) | Canto | Anverso                          | Reverso                                                           |
| Imagen | Denominación | Anillo   | Centro   | Forma    | Diámetro (mm) | Peso (g) | Canto | Anverso                          | Reverso                                                           |
| ------ | ------------ | -------- | -------- | -------- | ------------- | -------- | ----- | -------------------------------- | ----------------------------------------------------------------- |
|        | 25 Satang    | Cu+Zn    | Cu+Zn    | Circular | 16,00         | 1,90     | Liso  | Rama IX - ภูมิพลอดุลยเดช - รัชกาลที่ ๘ | ๒๕ สตางค์ 25 - Templo de Mahathat - ประเทศไทย - año de acuñación   |
|        | 50 Satang    | Cu+Zn    | Cu+Zn    | Circular | 18,00         | 2,40     | Liso  | Rama IX - ภูมิพลอดุลยเดช - รัชกาลที่ ๘ | ๕๐ สตางค 50 - Templo de Doi Suthep - ประเทศไทย - año de acuñación |
|        | 1 Baht       | Cu+Ni    | Cu+Ni    | Circular | 20,00         | 3,00     |       | Rama IX - ภูมิพลอดุลยเดช - รัชกาลที่ ๘ | ๑ บาท 1 - Templo de Phra Kaew - ประเทศไทย - año de acuñación      |
|        | 2 Baht       | Cu+Al+Ni | Cu+Al+Ni | Circular | 21,75         | 4,00     |       | Rama IX - ภูมิพลอดุลยเดช - รัชกาลที่ ๘ | ๒ บาท 2 - Templo de Saket - ประเทศไทย - año de acuñación          |
|        | 5 Baht       | Cu+Ni    | Cu+Ni    | Circular | 24,00         | 6,00     |       | Rama IX - ภูมิพลอดุลยเดช - รัชกาลที่ ๘ | ๕ บาท 5 - Templo de Benchamabophit - ประเทศไทย - año de acuñación |
|        | 10 Baht      | Cu+Ni    | Cu+Al+Ni | Circular | 26,00         | 8,50     |       | Rama IX - ภูมิพลอดุลยเดช - รัชกาลที่ ๘ | ๑๐ บาท 10 - Templo de Arun - ประเทศไทย - año de acuñación         |

## Billetes
En 1851, el gobierno emitió billetes de ⅛, ¼, 3/8, ½ y 1 tical seguidos en 1853 por los de 3, 4, 6 y 10 tamlung. Después de 1857, se emitieron billetes de 20 y 50 ticals, en los que también se encontraba la equivalencia en dólares del Estrecho y rupias indias. Antes de 1868 también se emitieron billetes sin fechar en denominaciones de 5, 7, 8, 12 y 15 tamlung, y 1 chang. En 1874 se emitieron billetes de 1 att.
En 1892, el Tesoro emitió billetes de 1, 5, 10, 40, 80, 100, 400 y 800 ticals escritos como "baht" en tailandés. El 10 de septiembre de 1902, el gobierno introdujo billetes de 5, 10, 20, 100 y 1.000 ticals seguidos en 1918 de billetes de 1 y 50 ticals. En 1925, se introdujo la palabra "baht" para los textos en inglés en denominaciones de 1, 5, 10, 20, 100 y 1.000 baht.
En 1942 se fundó el Banco de Tailandia, quien asumió las competencias de emitir papel moneda. En 1945 se introdujeron los billetes de 50 baht, y al año siguiente los de 50 satang. Los billetes de 1 baht se sustituyeron por monedas en 1957, al igual que los de 5 baht en 1972. En 1985 se reintrodujeron los billetes de 50 baht y en 1988 los billetes de 10 baht fueron sustituidos por una moneda.
Además de todas las series de monedas y billetes destinados a la circulación, pueden encontrarse otras series conmemorativas de determinados eventos.
Como curiosidad, está mal visto llevar los billetes en el bolsillo trasero del pantalón, ya que uno se sentaría sobre la imagen del rey. Algo similar ocurre al pisar una moneda o billete, que se considera un acto de ofensa contra la monarquía. Algunas tiendas en Tailandia, sobre todo en las áreas rurales, exhiben billetes de denominaciones bajas en frente de las tiendas, como símbolo de salud y respeto al rey. 

| Denominación | Color predominante | Dimensiones | Descripción del anverso | Descripción del reverso |
| ------------ | ------------------ | ----------- | ----------------------- | ----------------------- |
| 20 Baht      | Verde              | 138 x 72 mm | 20 - ๒๐ - Rama IX       | 20 - ๒๐ - Rama VIII     |
| 50 Baht      | Azul               | 144 x 72 mm | 50 - ๕๐ - Rama IX       | 50 - ๕๐ - Rama IV       |
| 100 Baht     | Rojo               | 150 x 72 mm | 100 - ๑๐๐ - Rama IX     | 100 - ๑๐๐ - Rama V      |
| 500 Baht     | Violeta            | 156 x 72 mm | 500 - ๕๐๐ - Rama IX     | 500 - ๕๐๐ - Rama III    |
| 1.000 Baht   | Gris/Azul          | 162 x 72 mm | 1000 - ๑๐๐๐ - Rama IX   | 1000 - ๑๐๐๐ - Rama IX   |